# Hospital San Rafael de Andes
El Hospital San Rafael de Andes es un centro hospitalario público colombiano perteneciente al municipio de Andes y gestionado por el Sistema de salud en Colombia.

## Historia
El hospital inició en el año de 1951 con la participación del gobierno municipal. Es uno de los hospitales más tradicionales del Suroeste antioqueño ya que cumple más de 60 años en servicio. 

## Servicios
| - Odontología - Oftalmología - Laboratorio - Rayos X - Medicina preventiva - Hospitalización - Urgencias - Fisioterapia - Nutricionista - Farmacia - Vacunación - Psicología |